# Alsónyárasd
Alsónyárasd (szlovákul Dolné Topoľníky, korábban Dolný Nárazd) Nyárasd község településrésze Szlovákiában, a Nagyszombati kerületben, a Dunaszerdahelyi járásban. 2001-ben Nyárasd 3015 lakosából 2805 magyar és 158 szlovák volt.

## Fekvése
Dunaszerdahelytől 13 km-re keletre, a Kis-Duna jobb partján fekszik.

## Története
A falut 1193-ban említik először, amikor Tamás esztergomi érsek kápolna építésére ad itt engedélyt. 1434-ben a Fraknói család birtoka, akik ekkor a birtokot a győri püspökségnek adják. 1553-ban a Serédy és Mérei családok birtoka. 1647-ben a Pálffy család szerezte meg, akik kastélyt is építettek ide. 1720-ban 23 ház állt a településen, amely még a 18. században uradalmi központ lett. 1796-ban mezővárosi rangot kapott, amely vásártartási és pallosjoggal is rendelkezett. 1828-ban 99 házában 716 lakos élt. A községben volt a pozsonyi országút egyik legfontosabb lóváltóhelye, vendéglőjében a hagyomány szerint Kossuth és Deák is többször szállt meg. 1849-ben határában kisebb ütközet zajlott a honvédsereg és a császári csapatok között, erre ma emlékmű is emlékeztet.
Vályi András szerint "Alsó Nyárosd. Magyar mező Város Posony Várm. földes Ura G. Pálfy Uraság, lakosai katolikusok, fekszik a’ Alsó Csalóközi járásnak szélén, Pap Nyárosd tövében, határja két időre van osztva, terem rozsot, árpát, zabot, kukoritzát, kendert, lent; legelője, réttye elég, erdeje kevés, szőleje nints, határját néha a’ Duna meg önti, piatzozása Szerdahelyen, ’s Komáromban, Országos vásárja négyszer esik, héti vásárja tsötörtökön, só ház is van benne, fa árúlása nevezetes."
Fényes Elek szerint "Nyárasd (Alsó), magyar m. v., Poson vgyében, a Posonból Komáromba vivő országutban, Bőőstől 7 1/2 ut. p. Komáromtól pedig 5 mfdnyire. Számlál 1020 kath., 9 evang. 5 zsidó lak. Kath. paroch. templom. Nagy vendégfogadó; több urasági tiszti lakás és gazdasági épület. Tágas határja igen termékeny; rétje, legelője bőven; erdeje kevés. Lakosai sok szarvasmarhát, lovat, az uraság pedig sok juhot tartanak. Országos vásárjai szarvasmarhákra nézve ismeretesek. F. u. gr. Pálffy Ferencz."
1910-ben 1487, túlnyomórészt magyar lakosa volt.
Alsónyárasd a trianoni békeszerződésig Pozsony vármegye Dunaszerdahelyi járásához tartozott. 1940-ig önálló falu volt.

## Nevezetességei
- A Boldogságos Szűz születésének tiszteletére szentelt római katolikus temploma eredetileg gótikus stílusban épült 1754-ben klasszicista stílusban építették át.
- Az 1849. évi ütközet emlékműve
- A temetőben a hősök tiszteletére emelt obeliszk